# 日本活断層学会
一般社団法人日本活断層学会（いっぱんしゃだんほうじん にほんかつだんそうがっかい、欧文名 : Japanese Society for Active Fault Studies / 略称 : JSAF）は、活断層に関する基礎研究のさらなる発展、多分野間の連携強化による総合的研究の推進、成果の普及を通じた社会貢献、およびそれらを担う人材の育成などを目的とした、日本の学術研究団体（単独学会）である。活断層の研究により、地震災害の軽減につなげる。法人番号は「1010705002561」。

## 沿革
- 1980年 - 前身となる活断層研究会が設立[1]。
- 2007年9月22日 - 日本活断層学会が設立[1]。
- 2017年 - 一般社団法人に移行[1]。

## 設立趣旨
活断層の分布が明らかとなり、活断層による直下型地震が発生する可能性を定量的に見積もる研究は、1960年代から行われていたが、その研究は防災・減災に十分に活かされず、1995年に発生した阪神・淡路大震災では甚大な被害が生じ、多数の犠牲者が出た。日本活断層学会は、こうした、活断層に関する課題解決のため、個別領域研究の推進、関連分野間の情報交換や議論の促進、防災に活かすための方向性・具体策のあり方の議論などが必要とされたことから、設立に至った。

## 学術研究領域
- 環境学
- 物理学
- 地球惑星科学
- 土木工学
- 建築学